# Гацоло (Ређо Емилија)
Гацоло је насеље у Италији у округу Ређо Емилија, региону Емилија-Ромања.
Према процени из 2011. у насељу је живело 129 становника. Насеље се налази на надморској висини од 570 м.